# Dread Sovereign
Dread Sovereign ist eine irische Doom-Metal-Band aus Dublin, die 2013 gegründet wurde.

## Geschichte
Nachdem sie das Album Redemption at the Puritan’s Hand eingespielt hatten, begannen der Primordial-Sänger Alan „Nemtheanga“ Averill und dessen Bandkollege Schlagzeuger Simon „Sol Dubh“ O’Laoghaire zu jammen. Averill spielte dabei noch zusätzlich die E-Gitarre. Durch einen Freund kam der Gitarrist Eoin „Bones“ H. hinzu und nahm Averill das Spielen der E-Gitarre ab. Die Bandgründung fand im Jahr 2013 statt. Averill bedient bei dieser Gruppe zusätzlich den Bass. Es folgten die aus drei Liedern bestehende EP Pray to the Devil in Man (2013), die innerhalb von ein paar Stunden eingespielt worden war, sowie die beiden Alben All Hell’s Martyrs (2014, größtenteils live) und For Doom the Bell Tolls (2017). Seit der Gründung hat die Band verschiedene Auftritte abgehalten und war unter anderem 2013 auf dem Roadburn Festival und 2014 auf dem Redemption Festival zu sehen.

## Stil
Boris Kaiser vom Rock Hard schrieb in seiner Rezension zu All Hell's Martyrs, dass es sich bei Dread Sovereign um das Gegengewicht zu den „Wohlfühl-Doomern“ Below handelt. Gelegentlich verarbeite die Band auch Einflüsse aus dem Psychedelic Rock, Post-Rock und Ambient. Mit ihren Songs transportiere die Gruppe das Gefühl von „Wucht, Schwere und Grimmigkeit“. Eine Ausgabe später interviewte Felix Patzig Alan Averill. Er gab an, dass er für die Lieder des Albums meist zuerst die Riffs geschrieben hatte, ehe er versucht habe, den Grundton der Songs auszuformulieren. Die Texte würden historische Themen wie die Rebellion der Katharer im 13. Jahrhundert gegen die katholische Kirche, den römischen Soldaten, der Jesus Christus am Kreuz mit der Lanze erstochen habe, und die Geschichte des heiligen Bartholomäus, dem die Haut abgezogen worden sei, behandeln, jedoch aus einer blasphemischen, luziferianischen und spirituellen Perspektive. Sieben Ausgaben später gab Andreas Schiffmann an, dass das Album auch Themen wie Häresie von Orléans des Jahres 1022 verarbeite. Die Gruppe habe ihre Wurzeln im Black Metal und verarbeite auch Einflüsse wie die epischen Songs von Bathory, wie es auch bei Cirith Ungol und Pagan Altar der Fall gewesen sei. In einem weiteren Rock-Hard-Interview, dieses Mal mit Mandy Malon, gab Averill an, dass sich der Albumtitel sowohl auf das Buch For Whom the Bell Tolls von Ernest Hemingway als auch auf das gleichnamige Lied von Metallica bezieht. Wie auch bei dem Vorgänger habe er einen Großteil des Albums selbst geschrieben. Für das Album sei er stark durch Motörhead und Drogen beeinflusst worden, wobei sich durch Letztere auch die psychedelischen Elemente im Stil von Hawkwind erklären ließen. Das Lied Twelve Bells Toll in Salem handele von Sarah Averill, der ersten Frau die während der Hexenprozesse von Salem verbrannt worden sei. Das Konzept des Songs handele davon, wie sie Alan im Traum als ferne Verwandte (aufgrund des gleichen Nachnamens) erscheine und ihn dazu auffordere, niemals aufzuhören über Satan zu singen, da sein Tod sonst umsonst gewesen sei. Boris Kaiser rezensierte das Album in derselben Ausgabe und bemerkte, dass bis auf ein paar Psychedelic-Passagen und mittleren bis etwas schnelleren Abschnitten klassischer Doom Metal enthalten ist. Die Gruppe könne man dabei eher zwischen Saint Vitus, Cathedral und The Obsessed einordnen als zwischen Solitude Aeturnus und Candlemass. Den Songs wohne eine gewisse Epik sowie „eine Art allzeit präsentes Drama“ vor allem in den Melodien inne.
Auf schwarzesbayern.info wurde festgestellt, dass die Band sich auf For Doom the Bell Tolls nicht an Genregrenzen hält. Die Songs seien lang und langsam gehalten und würden teils auch episch klingen. Auch verarbeite die Band vereinzelte Gitarren-Riffs aus dem Thrash Metal und auch der Gesang sei variabel und erinnere mal an einen jungen James Hetfield, ein anderes Mal sei es mit Halleffekt versehener Klargesang. Klangliche Parallelen seien zu Bands wie Saint Vitus, Cirith Ungol, Fields of the Nephilim, Venom und auch eben zu Primordial vorhanden.

## Diskografie
- 2013: Pray to the Devil in Man (EP, Roadburn Records)
- 2014: All Hell's Martyrs (Album, Ván Records)
- 2017: For Doom the Bell Tolls (Album, Ván Records)
- 2021: Alchemical Warfare (Album, Metal Blade Records)